# Петржак, Ян
Ян Стефан Петржак (пол. Jan Stefan Pietrzak; 26 апреля 1937 года в Варшаве) — польский актёр театра и кино, поэт-песенник, сатирик.
Из коммунистической семьи; отец, член коммунистического движения сопротивления, был убит немцами в тюрьме Павяк, мать была депутатом Сейма (194? — 1952). В 1967 году стал одним из основателей кабаре Pod Egidą. Является многократным победителем конкурса Фестиваля польской песни в Ополе. Автор нескольких хитов (Czy te oczy mogą kłamać, Dziewczyna z PRL, Pamiętajcie o ogrodach). Выпустил несколько альбомов. Тем не менее, в основном известен благодаря написанию и исполнению песни Żeby Polska była Polską (рус. Чтобы Польша была Польшей) в 1981 году.
Снимался в нескольких фильмах, в том числе сыграл небольшую роль в известной в Польше комедии Kochaj albo rzuć (третьей части саги о Каргуле и Павляке). В 1995 году баллотировался в президенты, получив 1,12 % голосов.

## Награды
- Большой крест ордена Возрождения Польши (2021 год)[1].